# Прощенко, Максим Константинович
Макси́м Константи́нович Про́щенко (род. 25 апреля 1997, Новосибирск) — российский профессиональный баскетболист, играющий на позиции тяжёлого форварда.

## Карьера
Прощенко занимается баскетболом с 10 лет, является воспитанником Волгоградской специализированной детско-юношеской спортивной школы олимпийского резерва по баскетболу. Его первый тренер — Владимир Тимофеевич Двужилов.
В 2012 году присоединился к системе баскетбольного клуба «Химки». Выступая за юношескую команду, стал двукратным чемпионом ДЮБЛ.

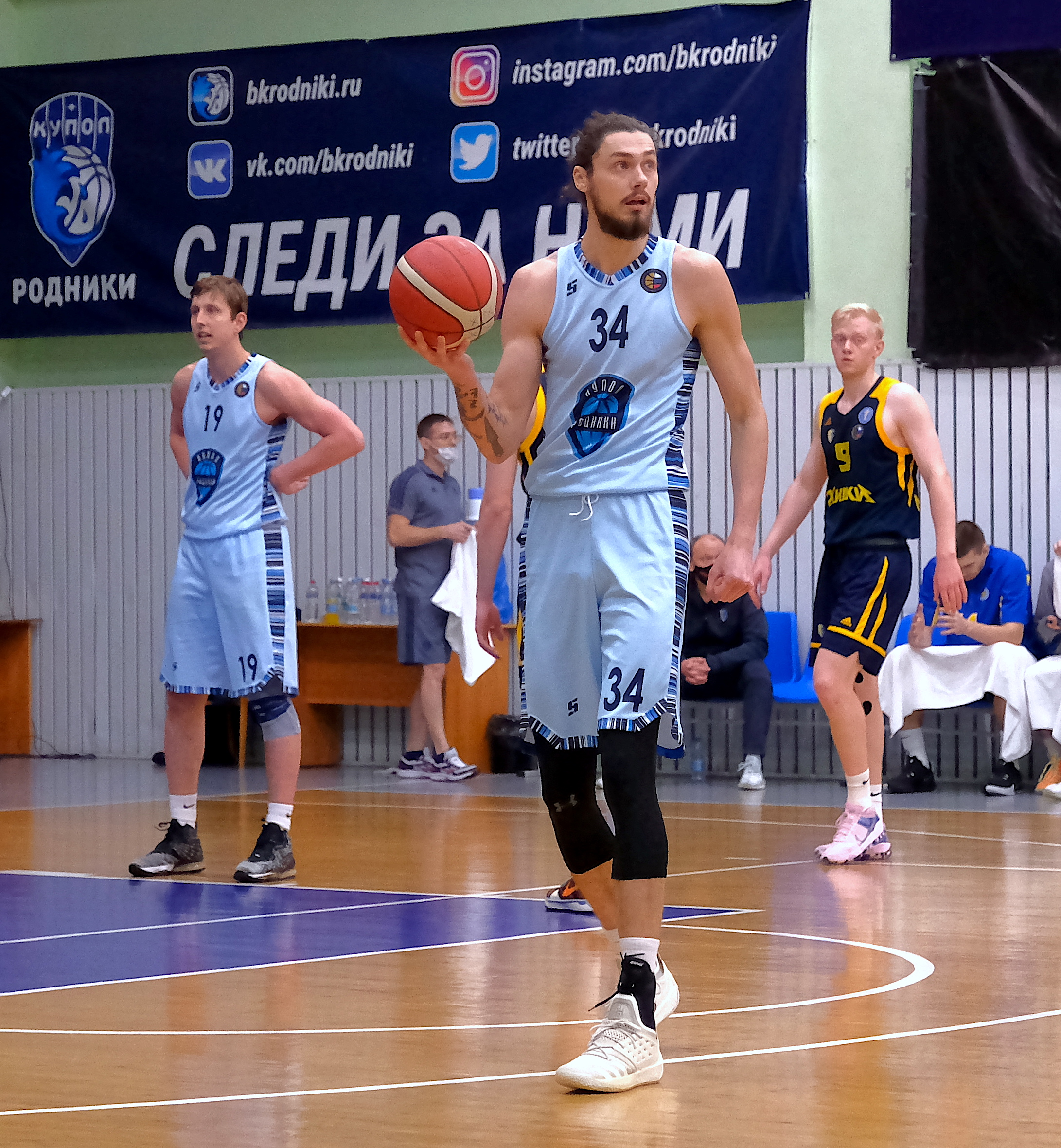
Прощенко в составе «Купол-Родников»

Позже, выступая за молодёжную команду «Химки-2», стал бронзовым и серебряным призёром Единой молодёжной лиги ВТБ. В ноябре 2017 года Максим был признан лучшим игроком месяца Единой молодёжной лиги ВТБ.
12 мая 2018 года Прощенко дебютировал за основную команду Химки в матче Единой лиги ВТБ против «Енисея». В этой игре Максим отыграл 2 минуты и 34 секунды.
С 2017 года также начал принимать участие в матчах Суперлиги-1 за фарм-клуб «Химки-Подмосковье». За 3 сезона Максим отыграл в турнире 64 игры.
В 2020 году подписал контракт с «Купол-Родники». Во втором сезоне за команду Максим закрепился в стартовой пятёрке, его средняя статистика в матчах Суперлиги-1 составила 7,7 очка и 3 подбора.
В августе 2022 года Прощенко перешёл в «Барнаул». В 28 матчах Суперлиги Максим в среднем за игру набирал 7,6 очка и 4,1 подбора.
В августе 2023 года стал игроком клуба «Уралмаш».
В июле 2024 года Прощенко перешёл в «Иркут».

## Сборная России
В 2013 году Прощенко был вызван в юношескую сборную России (до 16 лет) для участия в чемпионате Европы. По итогам турнира сборная заняла 11 место. Средняя статистика Максима в турнире составила 5,9 очка и 2,9 подбора.
В июле 2019 года Прощенко принял участие в просмотровом сборе для кандидатов в сборную России.

## Достижения
- Бронзовый призёр Единой молодёжной лиги ВТБ (2): 2015/2016, 2017/2018
- Серебряный призёр Единой молодёжной лиги ВТБ: 2016/2017
- Бронзовый призёр Кубка России: 2023/2024